# Onze-Lieve-Vrouw-van-Lourdeskapel (Stasegem)

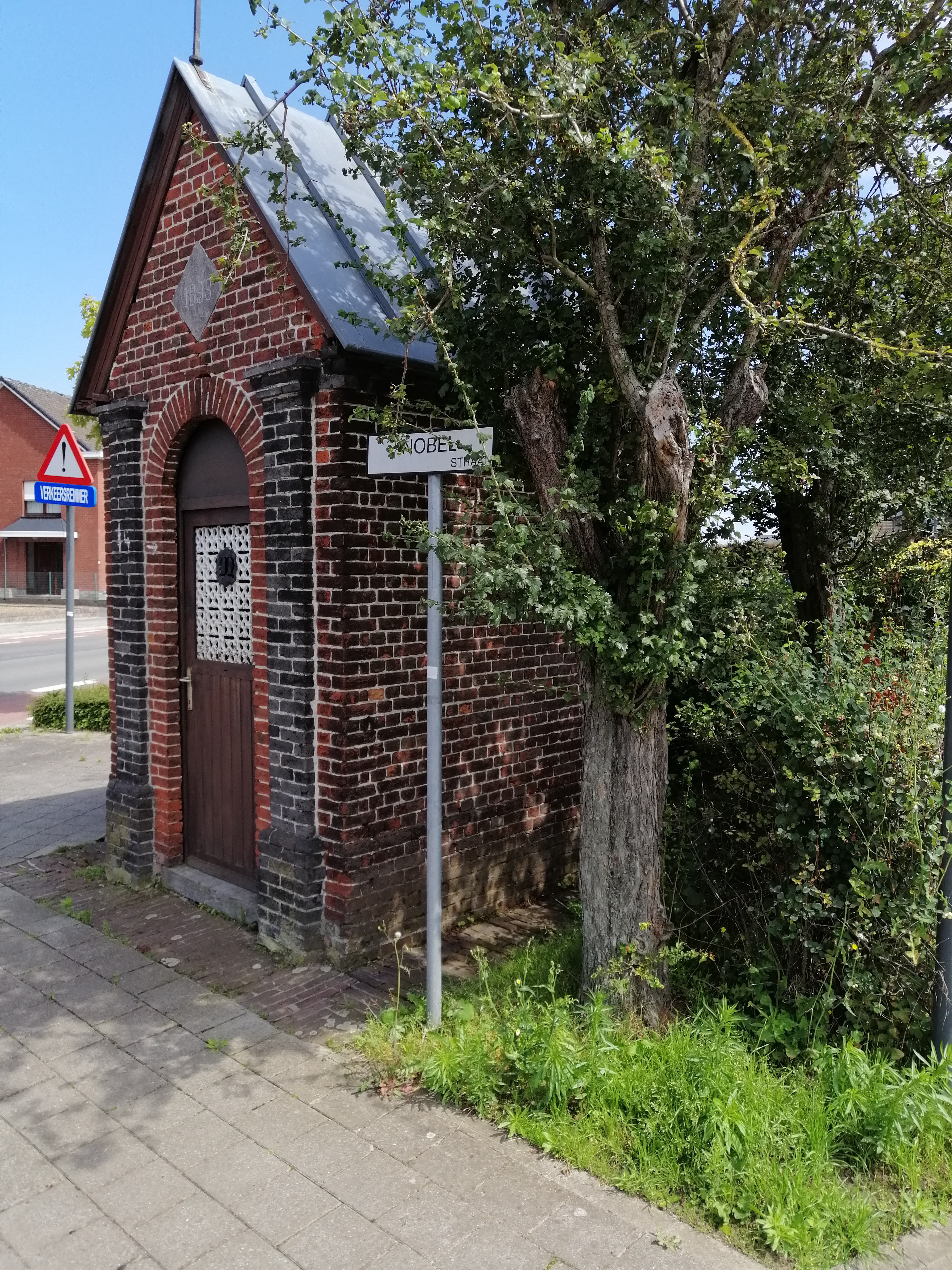
Onze-Lieve-Vrouwkapel van Lourdes, te Stasegem

De Onze-Lieve-Vrouwkapel van Lourdes is een kapel in Stasegem, een gehucht van Harelbeke. De kapel wordt ook kapel 'Ter Steenbrugge' genoemd en werd gebouwd in 1898, aan de ingang van de dreef naar de pachthoeve "De Kwâpoorte". De kapel staat op de hoek van de Steenbrugstraat en de Nobelstraat. Ze is omgeven door een wandelpad. Aan de kant van de Nobelstraat staan meibomen.

## Geschiedenis

### La Chapelle de paille à Staceghem pres Courtrai
Vroeger stond een andere kapel in de Steenbrugstraat, ter hoogte van herberg 'de Rooker'. Die behoorde toe aan de familie Deburck. De vroegste bouwgegevens, een tekening van Jean-Baptiste de Jonghe, spreken over bouwjaar 1637. Het ging over een kapel die groter was dan een veldkapel, met plaats voor een tiental bidstoelen. Langs beide kanten was een venster en het dak was bedekt met stro (Chapelle de paille). Nadat de kapel rond 1890 vervallen was beslisten de toenmalige eigenaars, de familie Emiel Goethals, een nieuwe kapel te bouwen.

### Nieuwe kapel 'Ter Steenbrugge'
De nieuwe kapel 'Ter Steenbrugge' werd gebouwd aan de ingang van de dreef naar hun pachthoeve "Ferme Eeckhout", in 1898 door de Stasegemse aannemer Gustave D'Huyvetter. Het is een gewone veldkapel met een zadeldak in zink. Binnen stonden beelden van de Heilige Maria, de Heilige Jozef en de Heilige Antonius. De kapel werd datzelfde jaar ingewijd door de Harelbeekse pastoor. Na het ontstaan van de Stasegemse parochie in 1902, trok de sacramentsprocessie tweemaal per jaar naar de kapel 'Ter Steenbrugge', in mei en in oktober.

### Na de Tweede Wereldoorlog
De vroegere brouwerij, Brasserie de Staceghem (op de hoek van de Steenbrugstraat en de Brouwerijstraat) werd in het begin van de tweede wereldoorlog zwaar gebombardeerd. Door rondvliegende schrapnels werd de kapel beschadigd aan het dak en aan de muren. Het Onze-Lieve-Vrouwbeeld bleef onbeschadigd . Dit werd toen hersteld door de toenmalige pachter van de Hoeve: Cyriel Pauwelyn. Later herstelde hij het traliewerk aan de deur met een metalen plaatje met de letter 'M' ingewerkt.
Rond de plaats waar 'La Chapelle de paille' vroeger stond (op de hoek van de Steenbrugstraat en Veldrijk) werd omstreeks 1965 een nieuw kapelletje opgericht en ingewijd.

### 21e eeuw
Hoeve "De Kwâpoorte" is eigendom van André Ryckewaert en Esther Pauwelyn.
De kapel werd vastgesteld als bouwkundig erfgoed op 14 september 2009. Het behoort heden tot het patrimonium van Stad Harelbeke.

## Afbeeldingen

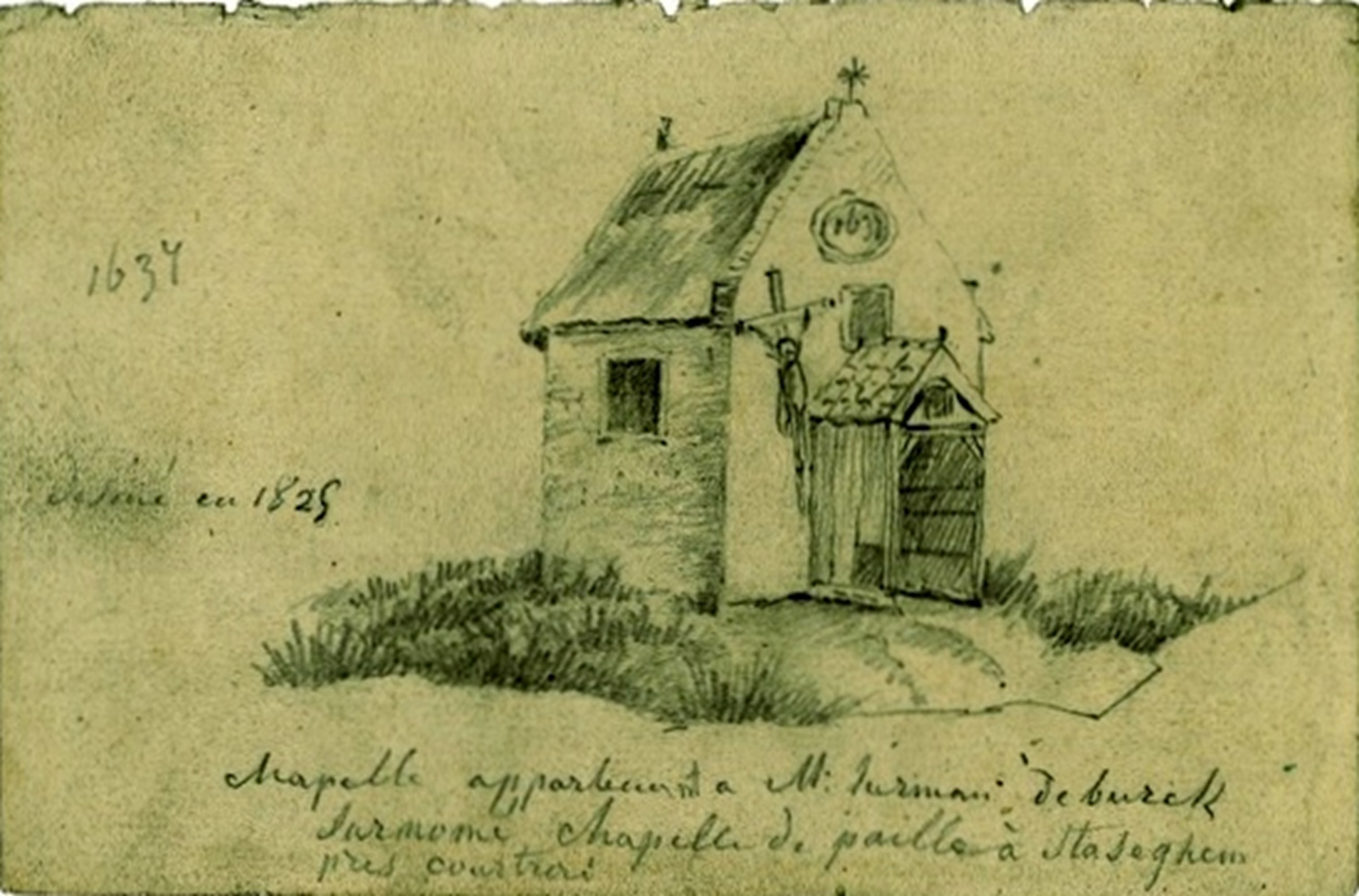
Tekening van Jean-Baptiste de Jonghe (1785-1844)
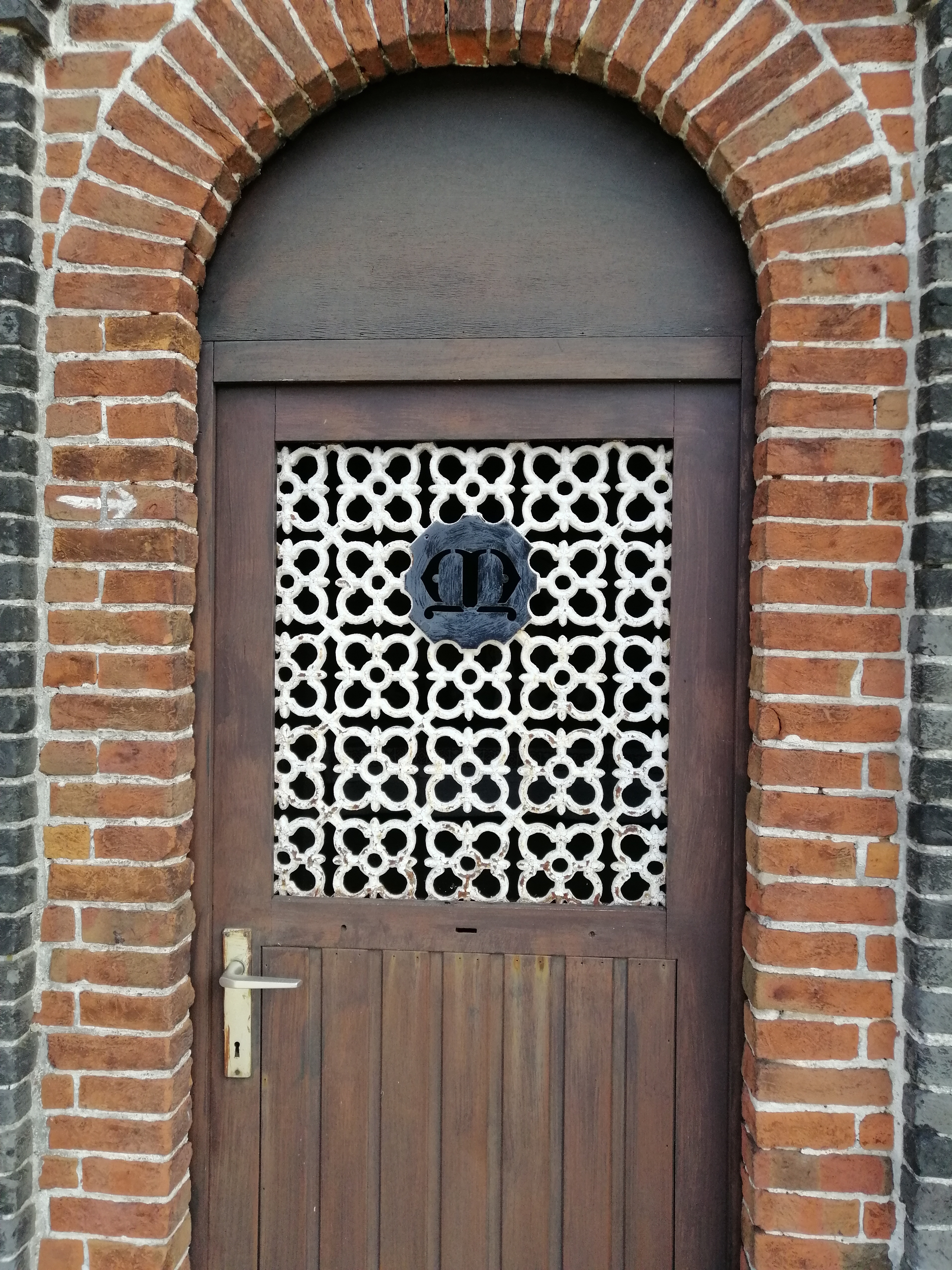
Detail van de letter 'M' in het traliewerk van de deur
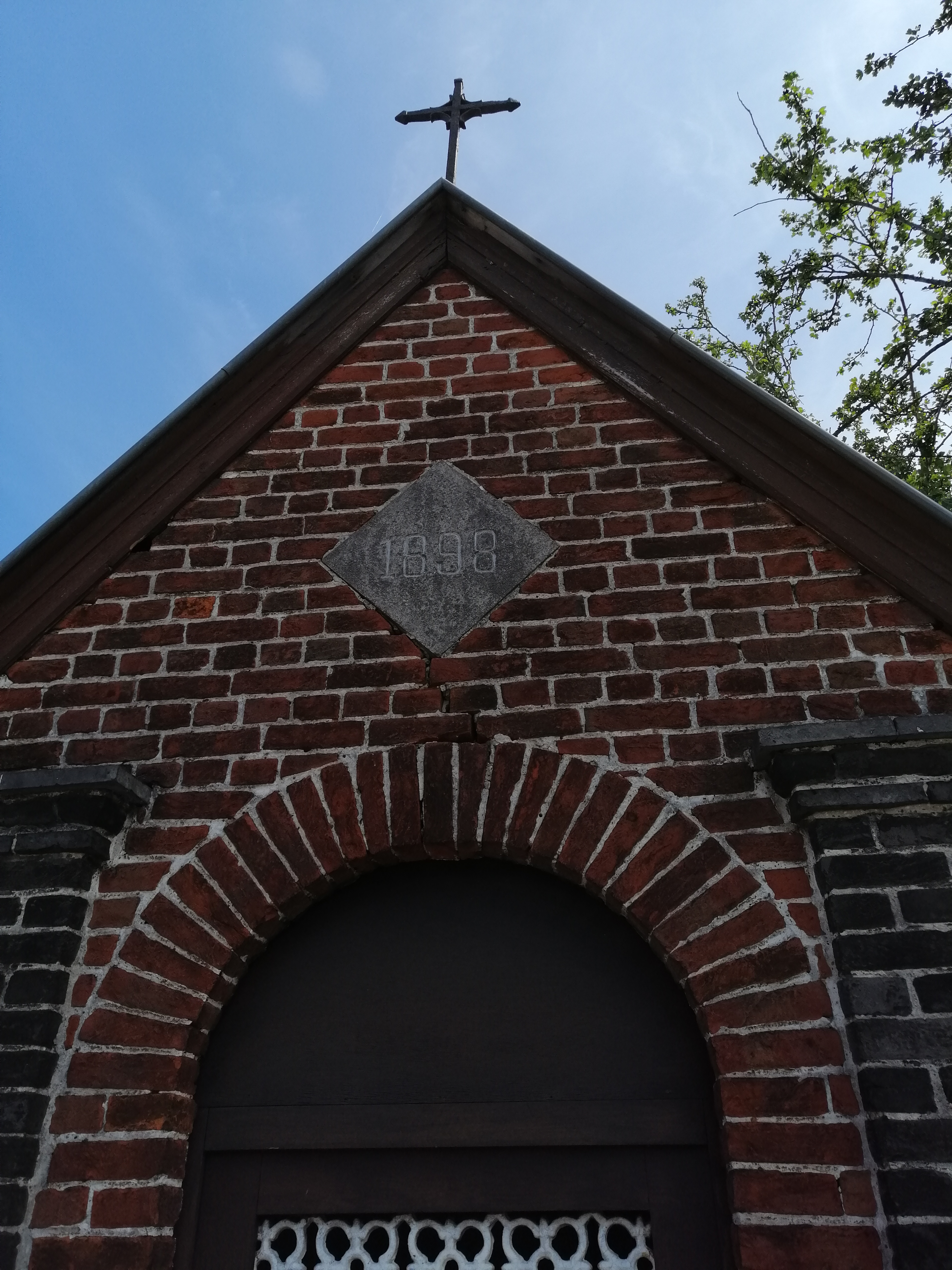
Nok van de kapel, met kruis en bouwjaar (1898)
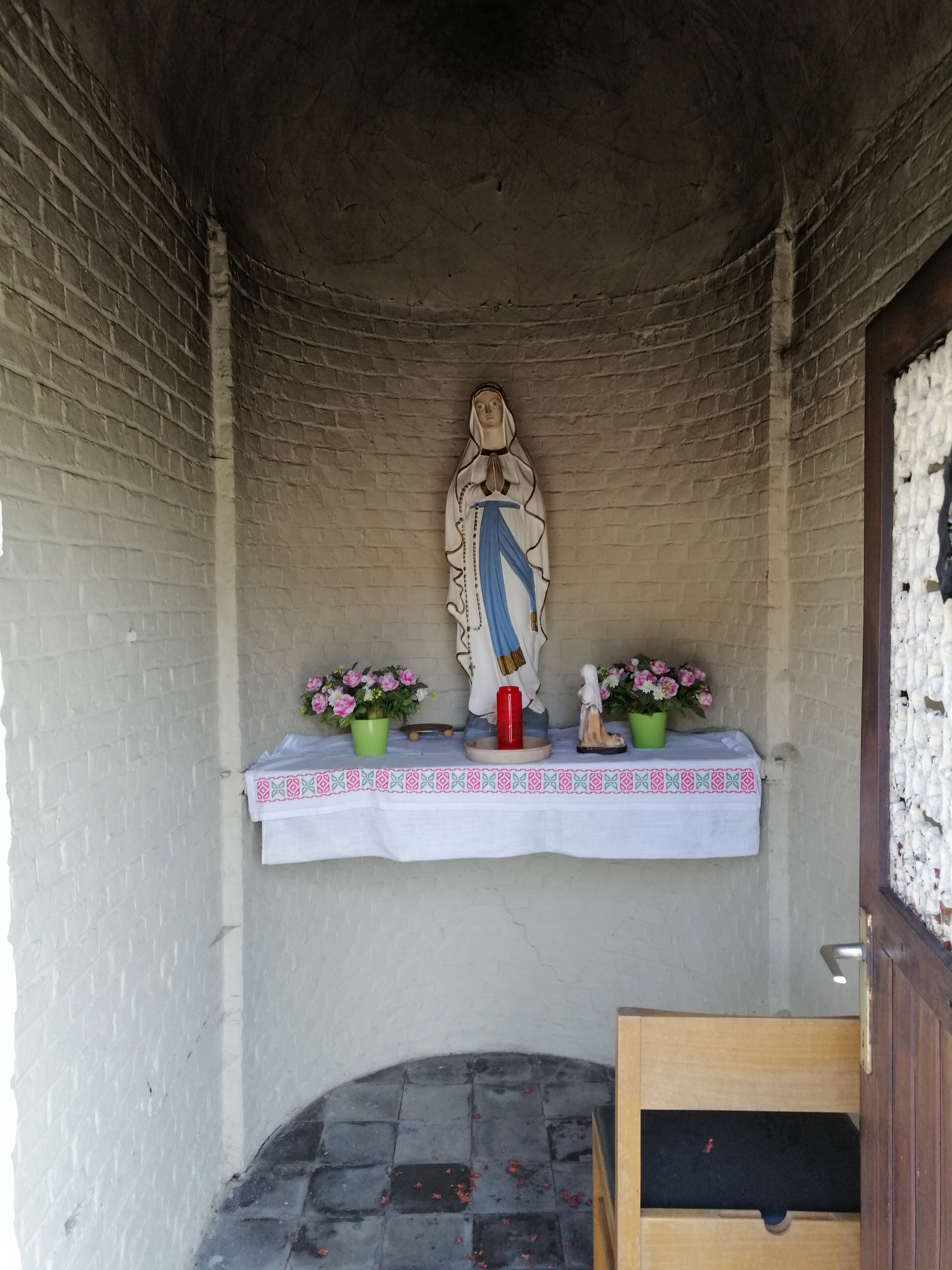
Enkel nog een Mariabeeld aanwezig
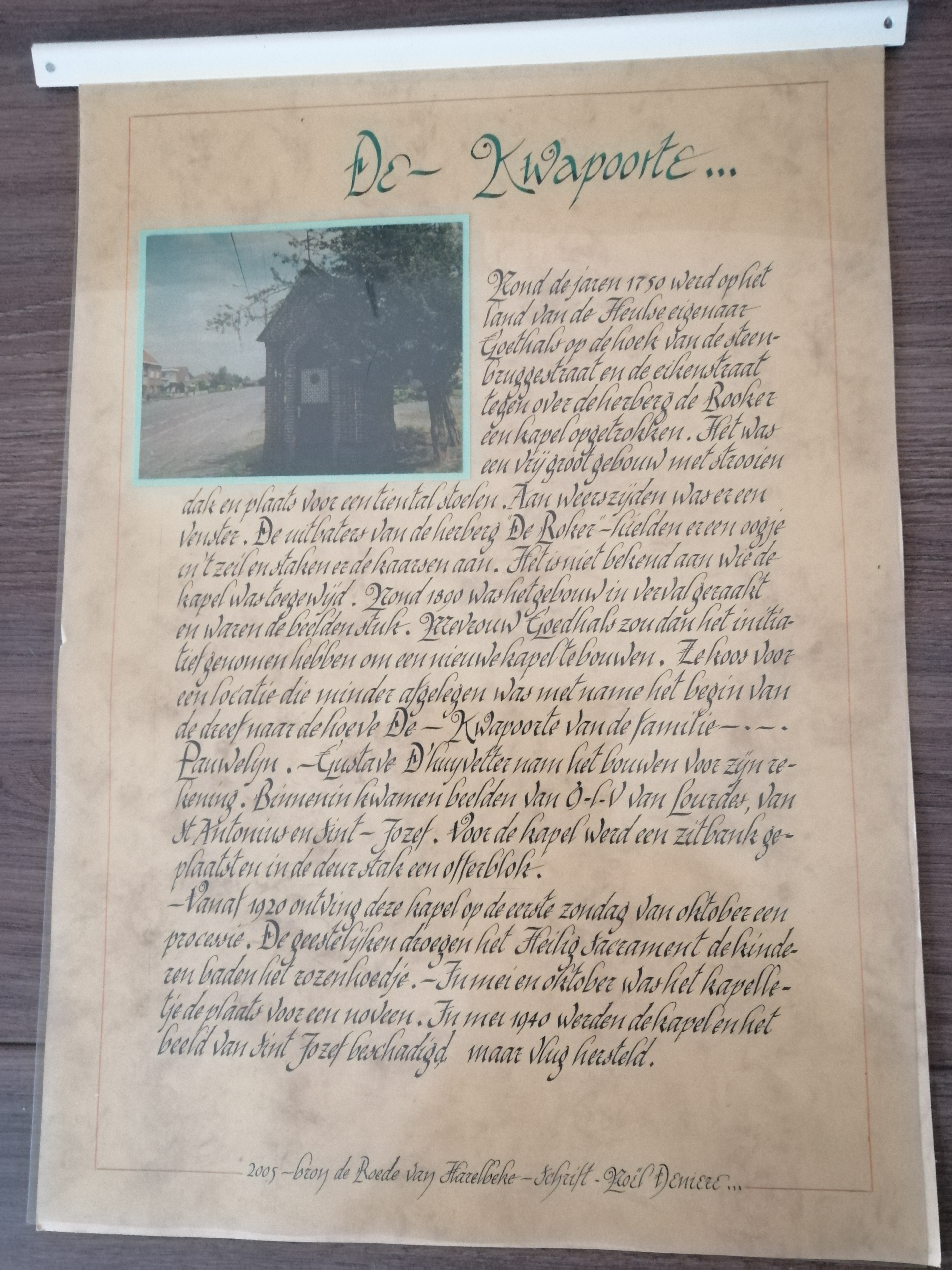
Tekst geschreven door Noël Deniere (kalligraaf) en geschonken aan de eigenaars van de hoeve in 2005. Dit werk is gebaseerd op gegevens van de Roede van Harelbeke.